# Kluczbork (gemeente)
De gemeente Kluczbork is een stad- en landgemeente in het Poolse woiwodschap Opole, in powiat Kluczborski.
De zetel van de gemeente is in Kluczbork.
Op 30 juni 2004 telde de gemeente 38.985 inwoners.

## Oppervlakte gegevens
In 2002 bedroeg de totale oppervlakte van gemeente Kluczbork 217 km², waarvan:
- agrarisch gebied: 72%
- bossen: 19%

De gemeente beslaat 25,48% van de totale oppervlakte van de powiat.

## Demografie
Stand op 30 juni 2004:
| Omschrijving                   | Totaal | Totaal | Vrouwen | Vrouwen | Mannen | Mannen |
| ------------------------------ | ------ | ------ | ------- | ------- | ------ | ------ |
| eenheid                        | aantal | %      | aantal  | %       | aantal | %      |
| inwoners                       | 38 985 | 100    | 20 092  | 51,5    | 18 893 | 48,5   |
| bevolkingsdichtheid (inw./km²) | 179,7  | 179,7  | 92,6    | 92,6    | 87,1   | 87,1   |

In 2002 bedroeg het gemiddelde inkomen per inwoner 1170,31 zł.

## Administratieve plaatsen (sołectwo)
Bażany, Bąków, Biadacz, Bogacica, Bogacka Szklarnia, Bogdańczowice, Borkowice, Gotartów, Krasków, Krzywizna, Kujakowice Dolne, Kujakowice Górne, Kuniów, Ligota Dolna, Ligota Górna, Łowkowice, Maciejów, Nowa Bogacica, Smardy Dolne, Smardy Górne, Stare Czaple, Unieszów, Żabiniec.
Miejsowości bez statusu sołectwa: Ligota Zamecka, Czaple Wolne, Przybkowice.

## Aangrenzende gemeenten
Byczyna, Gorzów Śląski, Lasowice Wielkie, Murów, Olesno